# اناواتی
اناواتی (به انگلیسی: Anavatti) یک منطقهٔ مسکونی در هند است که در کارناتاکا واقع شده‌است.

## خصوصیات
اناواتی ۸٬۱۶۸ نفر جمعیت دارد.